# Crasiella skaia
Crasiella skaia is een buikharige uit de familie van de Planodasyidae. De wetenschappelijke naam van de soort werd voor het eerst geldig gepubliceerd in 2010 door Hummon.